# Inditex
Inditex S.A. (Industria de Diseño Textil Sociedad Anónima) è una multinazionale spagnola dedicata all'abbigliamento e alla moda con sede a Arteixo, in Galizia. Fondata da Amancio Ortega, ex presidente della società e uno degli uomini più ricchi del mondo e dalla prima moglie, Rosalía Mera, è quotata dal 2001 alla Borsa di Madrid.

## Storia
Figlio di un ferroviere, Amancio Ortega ha iniziato negli anni sessanta quando, ancora ragazzo, lavora come fattorino in un negozio di abbigliamento e sartoria a La Coruña. Poi si sposa con Rosalia Mera Goyenecha, modellista nello stesso negozio. Nel 1963 Ortega si fa dare un prestito da una banca, si mette in proprio fondando la Goa (il suo acronimo alla rovescia) e insieme alla moglie realizza i vestiti in casa vendendo inizialmente i capi all'ex datore di lavoro. L'attività cresce ma solo nel 1975 Ortega apre, nella strada centrale di La Coruna, il primo negozio Zara che produce abiti femminili a basso prezzo.
Nel 1976 Ortega si rende conto della crescente importanza del computer, apre l'azienda ad Arteixo (dove attualmente c'è la sede della società) e affida ad un professore del luogo, José Maria Castellano (sarà poi l'amministratore delegato dell'azienda nel 1984), di studiare il modo per ridurre i tempi di progettazione e distribuzione dei capi di abbigliamento. Sarà poi adottato il modello di controllare tutta la filiera in modo da portare il momento della produzione sempre più vicino a quello della vendita: producendo piccole quantità e utilizzando il parere dei clienti, riesce a rifornire settimanalmente i negozi grazie ad una efficiente rete produttiva. Intanto nel 1978 apre il primo negozio a Madrid, negli anni seguenti la catena si diffonde in tutta la Spagna. Nel 1984 è inaugurato il primo centro di distribuzione della logistica, nel 1985 nasce Inditex come holding per Zara e i suoi impianti di produzione. Negli anni seguenti esce fuori dai confini spagnoli, aprendo negozi a Porto (1988), New York (1989) e Parigi (1990).
Nel 1991 Inditex crea Pull and Bear e acquisisce una parte di Massimo Dutti. L'espansione poi con Bershka (1998) e Stradivarius (1999). Nel 2001 la quotazione in Borsa, nello stesso anno lancia un negozio di intimo femminile chiamato Oysho, nel 2003 è aperta Zara Home, nel 2008 è inaugurata la catena di negozi esclusivi Uterqüe. Nel 2005 Pablo Isla, classe 1964 e laurea in legge, è nominato Amministratore Delegato di Inditex. Portando i negozi Zara nei paesi asiatici e nelle vie più esclusive di Pechino e Shanghai. Così, quando nel 2011 Ortega decide di lasciare l'incarico di presidente, Pablo Isla diventa nello stesso tempo Presidente e A.D. della società. Suscitando qualche sorpresa perché c'era chi scommetteva sulla figlia di Ortega, Maria, nata in seconde nozze e in azienda già da più di dieci anni.
Nel 2015 la società ha registrato un fatturato di 20,9 miliardi di euro e un utile di 2,87 miliardi. Varato da Ortega e Isla anche un piano di condivisione degli utili con i dipendenti. Nel 2016 i ricavi hanno toccato i 23,3 miliardi e gli utili i 3,16 miliardi. I risultati sono tali da indurre la rivista Harvard Business Review ad indicare Isla nell'aprile 2017 come il numero uno tra 898 amministratori delegati analizzati in 31 paesi. Nel 2017 il fatturato ha superato i 25 miliardi (25,3 miliardi con un aumento del 9%) mentre gli utili hanno toccato i 3,3 miliardi (aumento del 7%): in entrambi i casi la crescita perde il vecchio segno a due cifre. Le vendite online sono state il 10% con una crescita del 41%.
Dal 2005 è operativo un piano, voluto da Ortega, di condivisione degli utili con i dipendenti pari al 10% dei profitti.

## Controversie
Nel 2013 a Dacca in Bangladesh avviene il Crollo del Rana Plaza di Savar dove aveva sede una delle fabbriche tessili a cui Inditex appalta i suoi lavori e dove sono morti almeno 1134 operai. L'associazione ha accusato Inditex di non controllare le condizioni di sicurezza delle aziende cui affida la gestione dei loro prodotti.

## I marchi
Il gruppo Inditex gestisce oltre 7200 negozi in 93 mercati. La maggior parte sono di proprietà. I marchi:
- Zara: è il marchio principale della catena. Copre stili molto diversi, dall'abbigliamento di tutti i giorni, più casual, al più serio o formale, compresi abiti per eventi. Prodotti moda per donne, uomini e bambini.
- Zara Home: è specializzata in articoli per la casa, dalle stoviglie alle posate e bicchieri.
- Bershka: marchio rivolto ad un pubblico femminile e maschile tra i 13 e i 25 anni.
- Stradivarius: è rivolto al pubblico femminile giovane, tra i 20 e i 30 anni.
- Pull and Bear: abbigliamento casual per giovani tra i 13 e i 25 anni. Inizialmente solo maschile, in un secondo momento è stata inserita la collezione femminile.
- Massimo Dutti: abbigliamento e accessori di fascia alta, maschile e femminile.
- Oysho: biancheria intima da donna e abbigliamento sportivo.
- Uterqüe: specializzata in accessori di alta qualità.
- Tempe: è l'azienda calzaturiera del gruppo Inditex. Le calzature sono progettate e distribuite per tutti i marchi dal suo Centro internazionale di Elche (Alicante).
- Lefties: catena spagnola di negozi di moda (a basso costo). Nata nel 1999, ha 127 negozi e dal 2014 opera al di fuori della Spagna.